# Francisco Javier Mora
Francisco Javier Mora ist ein ehemaliger mexikanischer Fußballspieler, der vorwiegend im Mittelfeld agierte.

## Laufbahn
Mora begann seine Profikarriere 1974 beim CD Cruz Azul, mit dem er in der Saison 1978/79 die mexikanische Fußballmeisterschaft gewann. Nach jeweils einjährigen Gastspielen beim CF Monterrey (1979/80) und beim japanischen Erstligisten Nissan Motor (1981) kehrte er noch einmal für eine Saison (1981/82) zum CD Cruz Azul zurück. Anschließend beendete Mora seine aktive Laufbahn bei Mexikos populärstem Fußballverein Chivas Guadalajara, bei dem er von 1982 bis 1985 unter Vertrag stand.

## Erfolge
- Mexikanischer Meister: 1978/79